# 辯才天女
辯才天女（IAST：Sarasvatī），簡稱辯才天，又稱妙音天女，音譯為薩拉斯瓦蒂、娑羅室伐底，是婆羅門教、印度教的一個重要女神，代表著醫療、子嗣、財富、智慧、美貌、音樂；傳統上她被認為是主神梵天的妻子。
辩才天女也是佛教重要的護法和本尊，在東亞地區，最早是由佛教《金光明經》介紹進入漢字文化圈，《金光明經˙大辯天神品第七》（北涼 曇無讖譯）說：「爾時大辯天白佛言。世尊。是說法者。我當益其樂說辯才。令其所說莊嚴次第善得大智。若是經中有失文字句義違錯。我能令是說法比丘次第還得。能與總持令不忘失。若有眾生於百千佛所種諸善根。是說法者為是等故。於閻浮提廣宣流布是妙經典令不斷絕。復令無量無邊眾生得聞是經。當令是等悉得猛利不可思議大智慧聚不可稱量福德之報。善解無量種種方便。善能辯暢一切諸論。善知世間種種技術。能出生死得不退轉。必定疾得阿耨多羅三藐三菩提」，由此可知，佛教《金光明經》認為辯才天女，能令眾生獲得智慧、擅長辯論。

## 印度教
薩拉斯瓦蒂（即辯才天女）是在梨俱吠陀中薩拉斯瓦蒂河的水神（薩拉斯瓦蒂河的神格化），而此河在公元前3000年-公元前2000年間就已經完全枯竭，現今只存在薩拉斯瓦蒂河的遺跡，據考證薩拉斯瓦蒂河曾經流動於喜馬拉雅山脈到印度西海岸之間，寬八公里。
而梨俱吠陀時代的婆羅門白印度人幾乎沒提及恒河，吠陀中提到的河流主要位於今巴基斯坦和印度西北部，多是印度河的支流。看來薩拉斯瓦蒂河在上古印度人當中的地位相當重要，她被稱為河流七姐妹（都是她的支流）中最偉大者。梨俱吠陀裡有三首頌歌專門獻給她（梨俱吠陀6.61，7.95和7.96）。在這些頌歌中列舉了一些讚頌薩拉斯瓦蒂的詞語，並說她能賜人以子孫、財富和長壽。她還治癒過受傷的因陀羅，甚至有一句頌詩認為是她殺死了因陀羅的死敵弗栗多。總之，薩拉斯瓦蒂在吠陀時代極受尊敬，相當於後來恒河的地位。該河對於許多的西方學者了解上古印度人的歷史中具有重大的意義。
後來辯才天女逐漸從河神發展為司各種智慧和知識的女神。從梵書開始辯才天女被認為是梵天的女兒，同時又是他的妻子。史詩摩訶婆羅多也說辯才天女為梵天之妻。梵語被認為是她所創造。她更是文藝和科學的保護神。梵語中“語言”一詞本身就成了辯才天女的一個稱號。
辯才天女的形象通常為一個有四個手臂的美麗女郎，她皮肤白皙，身披白衣，坐騎是一隻天鵝（有時是孔雀）。各手中一手持經典，一手持維納琴，一手持念珠或蓮花，其餘一手撥琴或持裝聖水的寶瓶。
中古時期的印度文藝理論著作在開頭處經常儀式性地讚頌辯才天女的名字。如，檀丁的《詩鏡》，曼摩的《詩光》等；更有一本綜合性的文學理論書名為《辯才天女的頸飾》。崇拜辯才天女的節日是薩拉斯瓦蒂節（在印曆的星月舉行）。

## 神话中的辩才天女
辩才天女普遍被认为是从梵天的左手大拇指上诞生，梵天见她美貌非凡，欲娶她为妻，辩才天女觉得不妥，拒绝了梵天的求爱，于是辩才天女转到梵天的左面、右面、后面甚至飞到上面，以避开梵天的目光，梵天長出了許多個頭顱，所以辩才天女最终还是逃不出他的视线而成为了他的妻子。辩才天女是梵天的白色“性力”（沙克提）的化身，是梵天力量的体现，其创造力和能量均来自他的行动。
有时，辩才天女与具財天女相互混同；而在一些傳說中，辩才天女与具財天女一同为梵天的妻子，两人因争宠而势不两立。传说她们曾经还发生过激烈地争吵；因为古代印度人认为智慧和财富无法并存，文学和幸运不能共容，所以具財天女和辩才天女的关系不合。另有一则神话是说毗湿奴曾经有三个妻子，即辩才天女、具財天女和恒河神女，辩才天女以天性喜爱與人辯論而出名，她们三人在一起总是爱争吵，毗湿奴厌倦了这种争吵，于是把他的其中两个妻子送给了自己的同伴，将辩才天女送给梵天，恒河神女送给湿婆，自己则留下具財天女。
辩才天女不但容貌極美，也重視梳妝打扮。有一次，梵天打算举办隆重的祭祀仪式，当一切准备就绪时，梵天发现辩才天女还未到场，梵天一问侍女才知道辩才天女还在梳妆打扮，让他再等等。梵天非常着急，因为这个仪式必须要有他的妻子在场才行，于是梵天在一怒之下另娶一妻，娶了一个普通牧女伽耶特利（吟诵女神的化身）为妻，诸神大声欢呼，赞同梵天的决定。仪式正要开始时，辩才天女走进会场，愤怒地诅咒梵天每年只能享受到一天的祭拜。

## 佛教
佛教的辯才天女形像，將她視為增長智慧、增長福德的女性本尊。在漢傳佛教中，辯才天女被認為是二十四諸天或二十諸天之一的守護神，而她的神像通常被擺在寺廟的大雄殿裡。辯才天女也是藏傳佛教的「財寶十八尊」之一。辯才天女的形象更進一步傳至日本，稱為“辯才天”、“辨財天”或“辯（辨）天”，為日本民間信仰的七福神中唯一的女性。
在藏傳佛教中，稱她妙音佛母乃文殊菩薩的精神伴侶(Śakti)。

## 印度教與佛教形象差別
印度教與佛教辯才天女的形象差別，在印度教辯才天女手持琵琶的琴頭向外勾，而佛教辯才天女手持琵琶的琴頭向內勾。

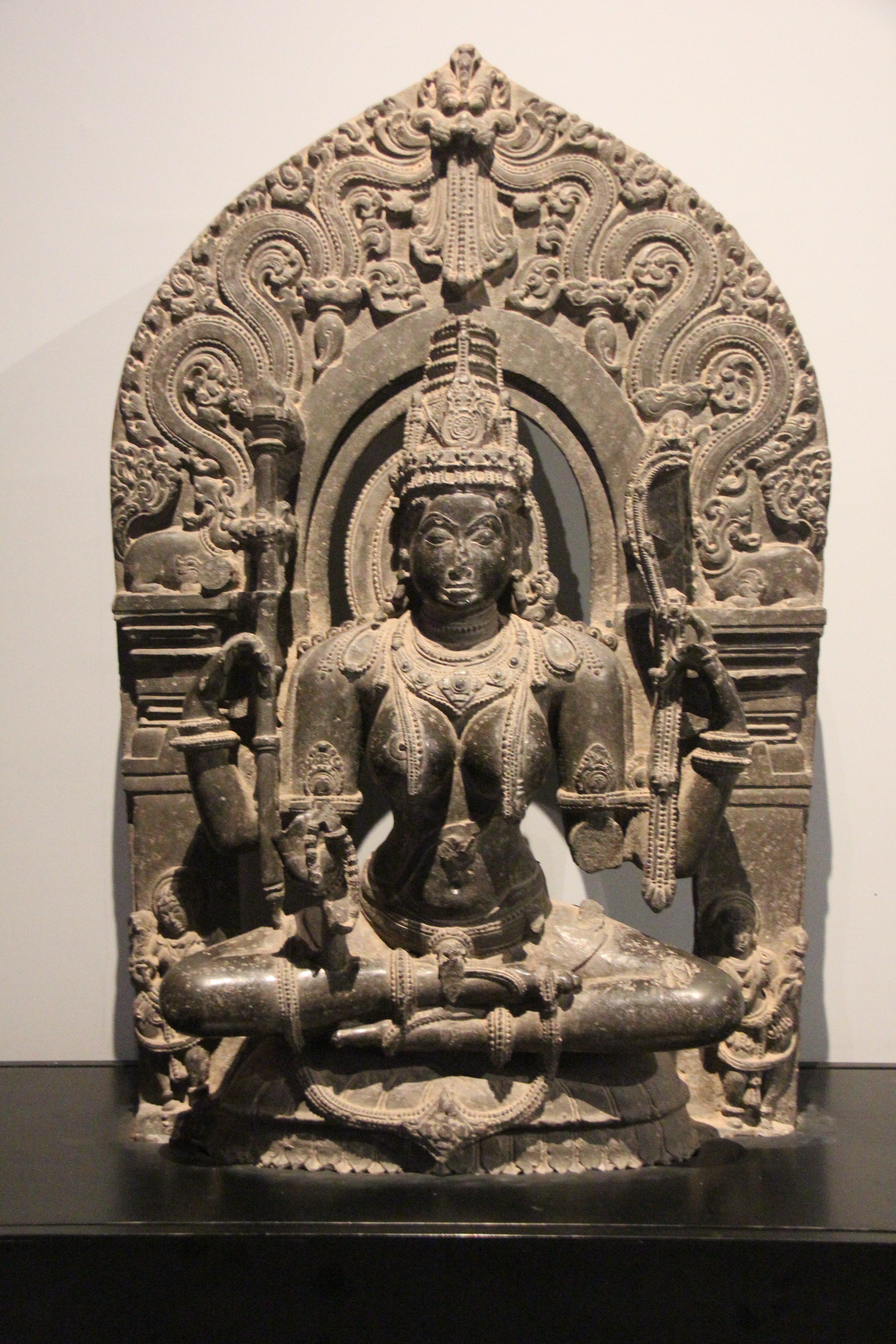
印度辯才天女石像
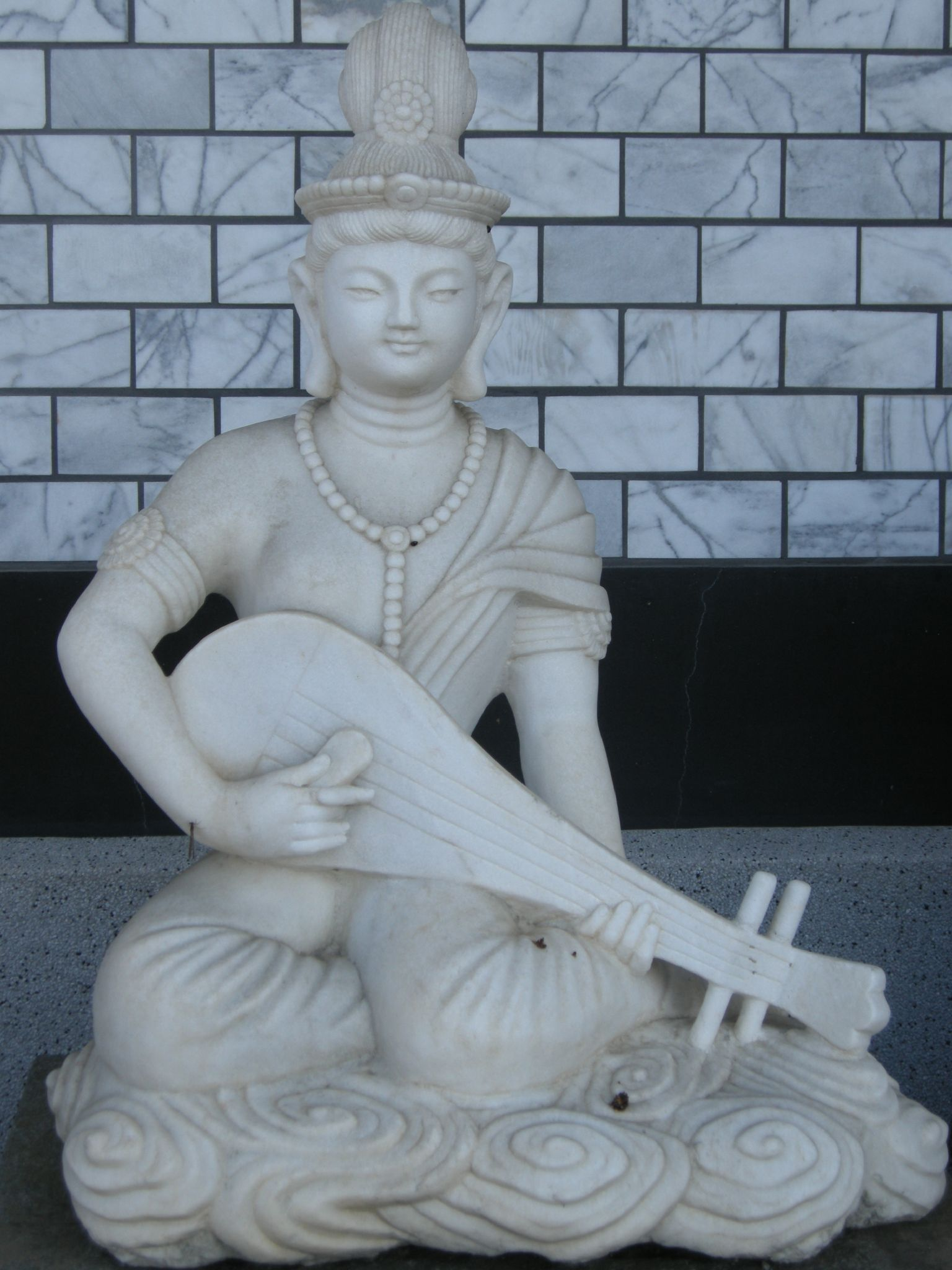
日本辯才天女石像
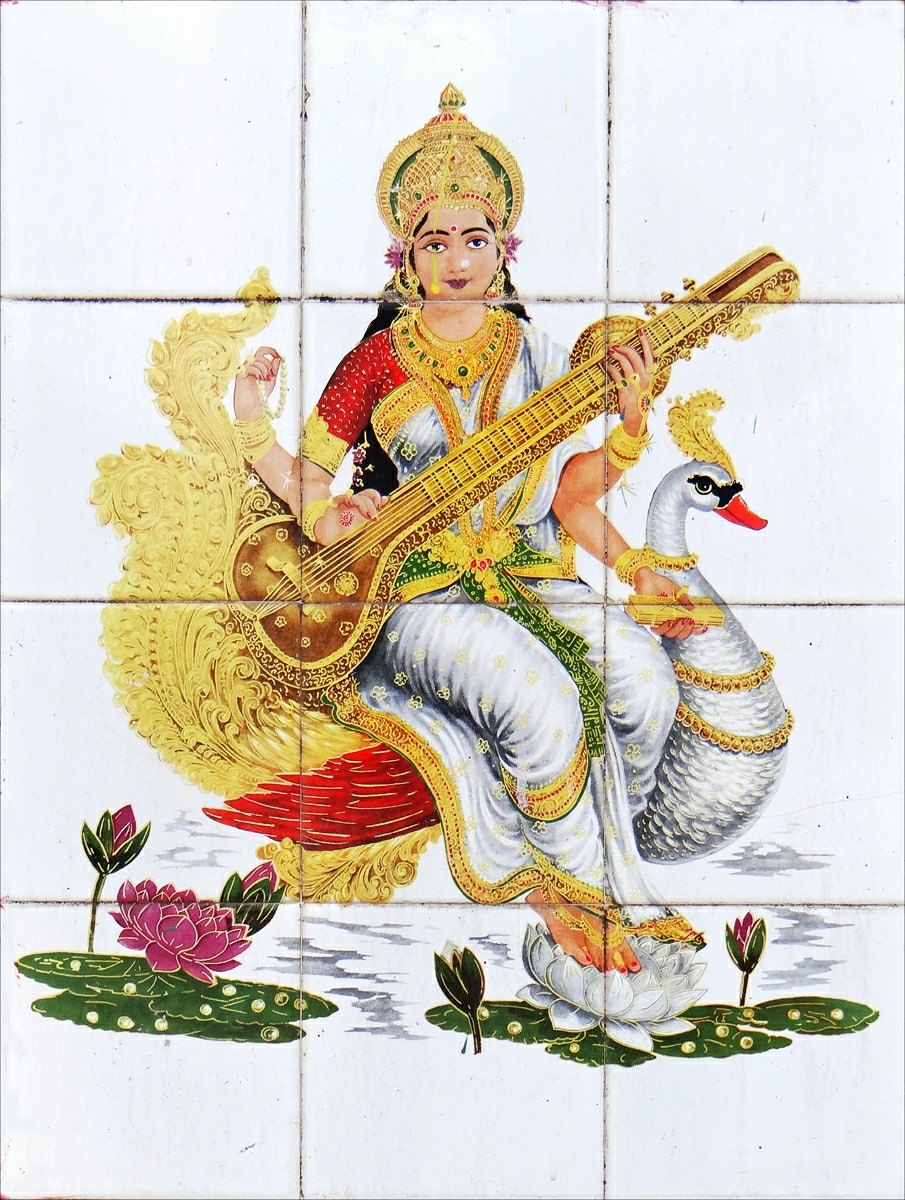
辯才天女瓷磚畫
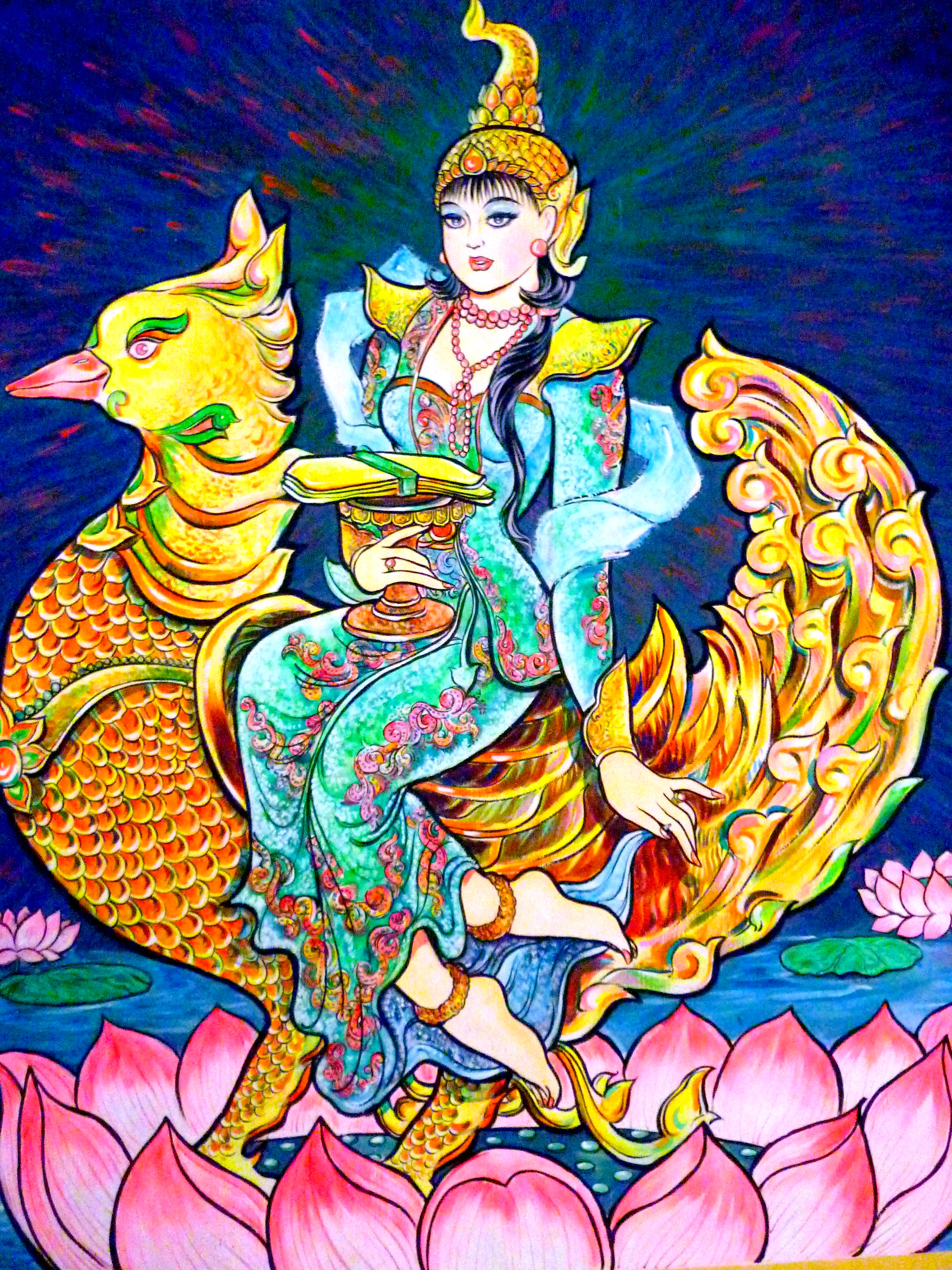
缅甸风格形象
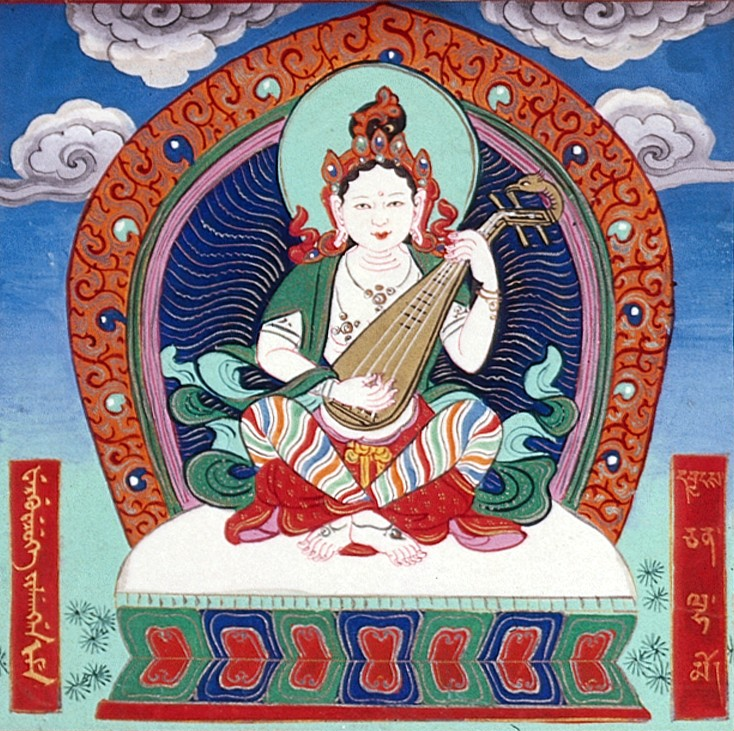
藏传佛教形象

### 引用
1. ↑  梨俱吠陀，第6卷，LXI
2. ↑  《梵語文學史》，30頁
3. ↑  梨俱吠陀，第6卷，LXI，第7節
4. ↑  《摩訶婆羅多》
5. ↑  《古代印度文藝理論文選》，39頁
6. ↑  《古代印度文藝理論文選》，22頁，78頁
7. ↑  《古代印度神话》（魏庆征/编、北岳文艺出版社/山西人民出版社）p.721 ISBN 7-5378-1727-8
8. ↑  《印度神话》（杨怡爽/著、陕西人民出版社）p.77 ISBN 9787224089899
9. ↑  《古代印度神话》（魏庆征/编、北岳文艺出版社/山西人民出版社）p.800 ISBN 7-5378-1727-8
10. ↑  《印度神话：永恒的轮回》（刘晓辉 杨燕/译、中国青年出版社）p.89 ISBN 7-5006-5062-0
11. ↑  《印度神话》（杨怡爽/著、陕西人民出版社）pp.77-78 ISBN 9787224089899
12. ↑  《金光明最勝王經》：“若人欲得最上智，應當一心持此法，增長福智諸功德，必定成就勿生疑。若求財者得多財，求名稱者得名稱，求出離者得解脫，必定成就勿生疑。”

### 书籍
- 《世界神話辭典》，遼寧人民出版社，ISBN 7-205-00960-X/I•77
- 《梵語文學史》，金克木著，江西教育出版社，ISBN 7-5392-3150-5/I351•092
- 《古代印度文藝理論文選》，金克木著，人民文學出版社，書號：10019•2903